# Jingdong

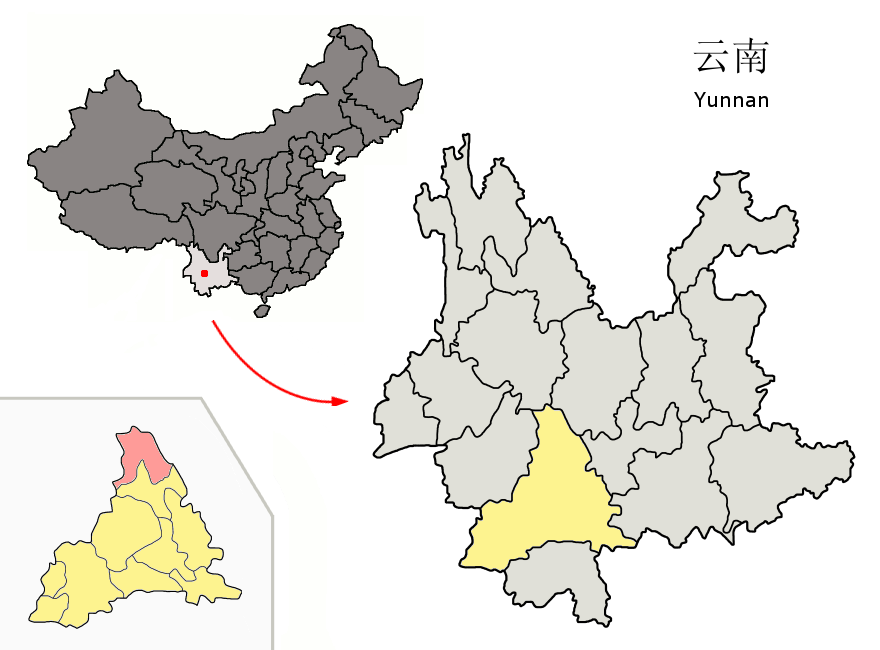
Lage von Jingdong (rosa) in der bezirksfreien Stadt Pu'er, Provinz Yunnan

Der Autonome Kreis Jingdong der Yi (景东彝族自治县,  Jǐngdōng Yízú Zìzhìxiàn), kurz: Kreis Jingdong (景东县) ist ein autonomer Kreis der Yi in der bezirksfreien Stadt Pu’er im Südwesten der chinesischen Provinz Yunnan. Er hat eine Fläche von 4.446 Quadratkilometern und zählt 303.109 Einwohner (Stand: Zensus 2020). Sein Hauptort ist die Großgemeinde Jinping (金平镇).

## Administrative Gliederung
Auf Gemeindeebene setzt sich der autonome Kreis aus vier Großgemeinden und neun Gemeinden zusammen. Diese sind:
- Großgemeinde Jinping (锦屏镇)
- Großgemeinde Wenjing (文井镇)
- Großgemeinde Manwan (漫湾镇)
- Großgemeinde Dachaoshandong (大朝山东镇)

- Gemeinde Huashan (花山乡)
- Gemeinde Dajie (大街乡)
- Gemeinde Taizhong (太忠乡)
- Gemeinde Longjie (龙街乡)
- Gemeinde Wenlong (文龙乡)
- Gemeinde Anding (安定乡)
- Gemeinde Linjie (林街乡)
- Gemeinde Jingfu (景福乡)
- Gemeinde Mandeng (曼等乡)